# Mandalay Bay
A Mandalay Bay egy 43 emeletes luxus kaszinószálloda, amely a Las Vegas Strip déli végén található, Paradise városában, Nevadában. A komplexum a Vici Properties tulajdonában áll, üzemeltetését pedig az MGM Resorts International végzi. A beruházást a Circus Circus Enterprises indította, és 950 millió dollárból valósult meg. A resort 1999. március 2-án nyitotta meg kapuit a korábbi Hacienda hotel helyén. Az MGM 2005-ben vette meg, 2020-ban a The Blackstone Group társtulajdonos lett, majd 2022-ben a Vici felvásárolta az MGM részesedését.
A szálloda trópusi, Déli-tengeri hangulatot idéz, és mintegy 49 hektáron terül el. A komplexumban egy közel 14 000 m²-es kaszinó és 3209 vendégszoba található. A torony felsőbb szintjein (35–39. emelet) a Four Seasons önállóan működtetett szállodája kapott helyet, amely 1999-ben elsőként Las Vegasban elnyerte az AAA Five Diamond Award elismerést.
2003-ban új létesítményekkel bővült: megnyílt a Mandalay Bay Convention Center, valamint egy második torony, a THEhotel, amely 1117 szobát kínált (2024-ben W Las Vegas néven alakították át). Ugyanekkor épült a Mandalay Place bevásárlóutca is. A resort további látványosságai közé tartozik a House of Blues klub, a Shark Reef akvárium, valamint a Michelob Ultra Arena rendezvénycsarnok. A szállodában egy 1800 férőhelyes színház is működik, ahol többek között olyan Broadway-produkciókat mutattak be, mint a Chicago (1999–2000), a Mamma Mia! (2003–2009) vagy az Oroszlánkirály (2009–2011). 2013 óta itt látható a Michael Jackson: One előadás.
2017-ben tragikus esemény történt: a hotel 32. emeletéről Stephen Paddock fegyverrel tüzet nyitott egy közeli szabadtéri fesztivál közönségére, 60 ember halálát okozva. Ez a mai napig a legsúlyosabb, egyetlen elkövető által végrehajtott tömegmészárlás az Egyesült Államokban.

## Története

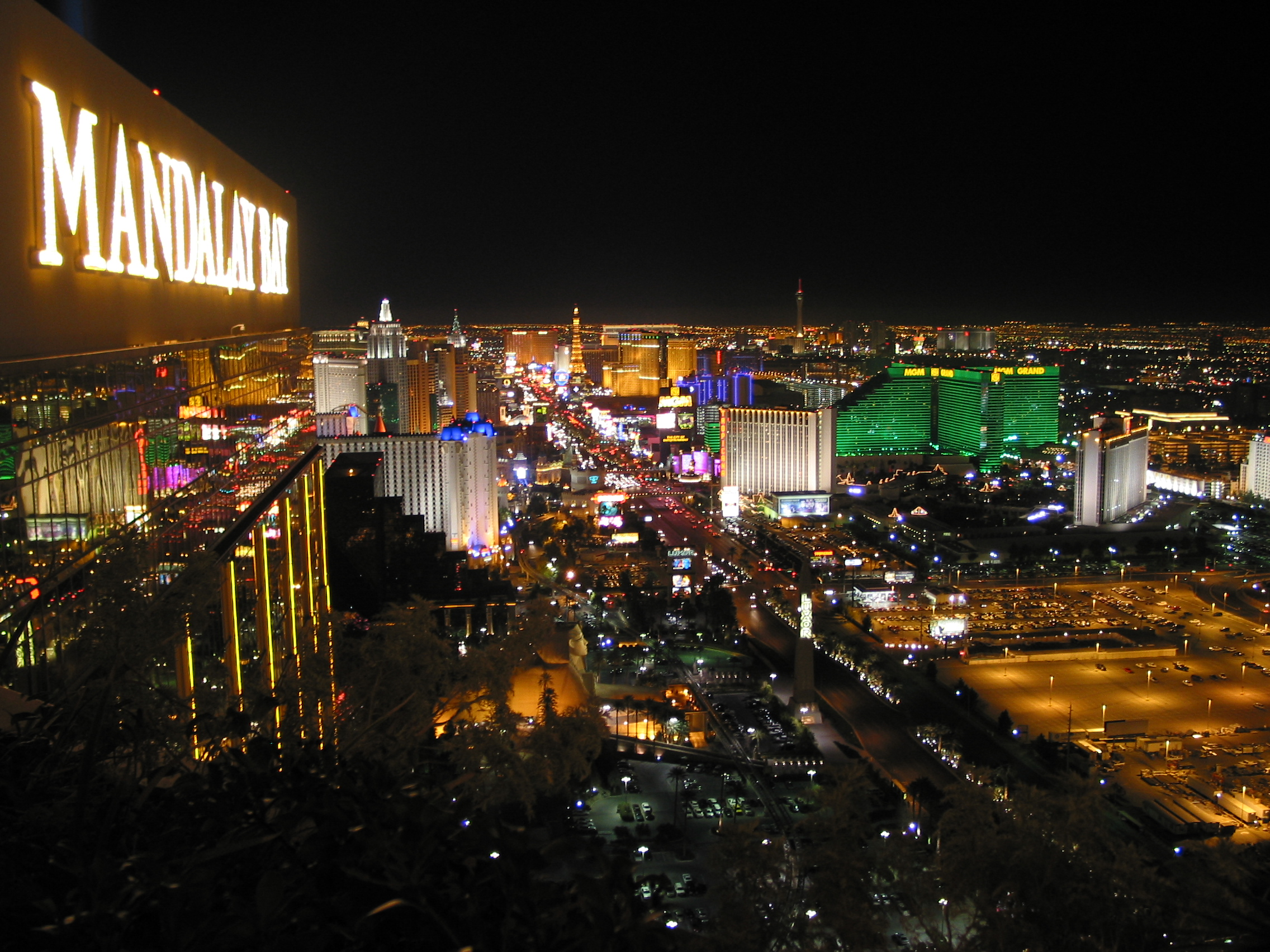
Kilátás a Mandalay Bay szállodából észak felé (2003)

A Mandalay Bay a korábbi Hacienda kaszinószálloda helyén épült, a Las Vegas Strip déli végén. 1995-ben a Circus Circus Enterprises 80 millió dollárért megvásárolta a Haciendát, valamint egy közvetlenül mellette fekvő, 30 hektáros telket további 73 millió dollárért. Az év júniusában bejelentették, hogy egy új üdülőhelyet terveznek a helyére, amelyet ideiglenesen Millennium néven emlegettek.
A Hacienda 1996. december 1-jén végleg bezárt, majd szilveszter éjjel látványos robbantással bontották le. Ugyanezen a napon mutatták be az új projekt részleteit is: a trópusi hangulatú üdülőhelyet ekkor még „Project Paradise” fedőnévvel illették, és megvalósítását 800 millió–1 milliárd dollár közötti költségvetésre becsülték. A tervek szerint 1998 végére fejezték volna be. A célközönség kifejezetten a tehetősebb vendégek köre volt, hogy közvetlenül versenybe szálljon olyan neves szállodakomplexumokkal, mint a The Mirage, illetve az akkor még új The Venetian és Paris hotelek. A Mandalay Bay a Circus által megálmodott nagyobb szabású fejlesztés volt, a Masterplan Mile részeként valósult volna meg, amely három új üdülőkomplexumot foglalt magában. A tervezett másik két szálloda azonban végül soha nem épült fel.
A Project Paradise építése 1997-ben indult, ám hamarosan komoly akadályokba ütközött. 1998 közepén kiderült, hogy a szálloda alatt a talaj egyenetlenül süllyed: az épület központi része mintegy 43 centiméterrel mélyebbre került, miközben az egyik szárny csupán 5 centiméterrel. A hírek gyorsan elterjedtek, és a problémák híre érzékenyen érintette a Circus Circus részvényeinek értékét is. A helyzetet végül műszaki bravúrral oldották meg: 536 darab úgynevezett mikrocölöpöt telepítettek az alapzat alá. Ezek 60 méter hosszú, habarccsal kitöltött fémcsövek voltak, mindegyik hidraulikus emelővel lezárva. A javítás költségét 8–10 millió dollárra becsülték. Szerencsére a károk végül szinte csak kisebb repedésekben jelentkeztek, elsősorban az üdülőhely parkolóépületénél.
1998 februárjában a projekt hivatalosan is megkapta végleges nevét: Mandalay Bay. A névválasztás egyszerre utalt a mianmari Mandalaj városára, valamint Rudyard Kipling híres Mandalay című versének egzotikus, romantikus hangulatára. A menedzsment több mint egy tucat lehetséges név közül választotta ki a ma már jól ismert elnevezést. Az építkezés végül 950 millió dollárba került, ami akkoriban a Circus Circus történetének legdrágább beruházásának számított. A grandiózus nyitásra készülve a vállalat további több mint 10 millió dollárt költött nyomtatott és televíziós reklámkampányokra, hogy felkeltse a közönség figyelmét az új luxus üdülőhely iránt.
A Mandalay Bay 1999. március 2-án nyitotta meg kapuit. A hivatalos nyitás este 10 órakor történt, de már korábban, a nap folyamán VIP-vendégeknek rendezett exkluzív eseményen számos híresség is megjelent. A nagyszabású ünnepség egyik fénypontja a Blues Brothers tagjai – Dan Aykroyd, James Belushi és John Goodman – által vezetett motoros felvonulás volt: mintegy 200 motor gurult fel egyenesen a szálloda főbejáratáig. Később maguk a Blues Brothers, valamint Bob Dylan is színpadra lépett a szálloda House of Blues klubjában. Az üdülőhely induláskor körülbelül 5 000 munkatársat foglalkoztatott, akiknek közel egyharmada a Circus Circus más egységeiből érkezett. Még ugyanabban az évben a vállalat új nevet vett fel: Mandalay Resort Group, ezzel is jelezve, hogy a Mandalay Bay lett a cég büszkesége és fő attrakciója.
2002-ben egy merész ötlettel próbálták tovább fokozni az érdeklődést: engedélyt kértek az amerikai és kínai kormánytól, hogy két óriáspandát hozzanak az üdülőbe. A pandák számára egy üvegből épült, különálló pavilont terveztek a Shark Reef akvárium közelében, biztonságosan távol a kaszinótól. Az elképzelések szerint a kiállítás akár évi 50 millió dollár bevételt is termelhetett volna, melyet teljes egészében a kínai kormány kapott volna, a pandák védelmére irányuló programok támogatására. A kezdeményezés azonban vegyes fogadtatásban részesült: a kritikusok szerint a bemutató inkább látványos turistacsalogató trükk lett volna, semmint valódi természetvédelmi kezdeményezés. Végül a terv nem valósulhatott meg – a szálloda nem kapta meg az engedélyt a pandák importálására.
2003-ban a Mandalay Bay újabb mérföldkőhöz érkezett: megnyílt a modern konferencia-központ, valamint egy második szállodatorony, amivel a resort még inkább megerősítette helyét Las Vegas kiemelt úti céljai között. Két évvel később, 2005-ben, a Mandalay Bay új tulajdonoshoz került, amikor az MGM Mirage felvásárolta a Mandalay Resort Groupot. Azonban nem sokkal később, 2006-ban az üdülőhely kellemetlen helyzetbe került: az Egyesült Államok Igazságügyi Minisztériuma vizsgálatot indított ellene, mert a panaszok szerint nem felelt meg maradéktalanul az 1990-es Americans with Disabilities Act (1990. évi amerikai fogyatékossággal élők törvénye) előírásainak. A legfőbb problémát a hotel bejárati ajtajai jelentették, mivel sok helyen túl keskenyek voltak a kerekesszékes vendégek számára. A hibák kijavítása végül 20 millió dollárba került, amelynek részeként 3 000 szobaajtót is ki kellett cserélni. Az üdülőhely első jelentősebb felújítása 2012 végén indult, és a következő évben is folytatódott, amikor a komplexum több pontját modernizálták és korszerűsítették.
2013-ban a kaszkadőr és extrémsportoló Andy Lewis világrekordot állított fel a Mandalay Bay-nél: egy laza kötélen egyensúlyozott át 110 méteren, miközben a kötél több mint 146 méterrel emelkedett a föld fölé. A merész mutatvány újabb különleges fejezetet írt a szálloda történetében.
2020 januárjában a Mandalay Bay új szerepet kapott Las Vegas sportéletében is: a resort lett a Las Vegas Raiders amerikaifutball-csapat hivatalos helyszíne a hazai mérkőzések előtti és utáni eseményekhez. A csapat stadionja, az Allegiant Stadion, közvetlenül a szálloda nyugati oldalán található, így szimbolikus közelséggel kötődött a klubhoz. Ugyanebben a hónapban az MGM Resorts nagyszabású üzleti döntést hozott: bejelentette, hogy értékesíti a Mandalay Bay-t egy vegyesvállalat számára, amelyet az MGM Growth Properties és a The Blackstone Group hozott létre. Az MGM a közös vállalat 50,1%-át birtokolta, míg a Blackstone a fennmaradó részesedést szerezte meg. Bár a tulajdonosi kör átalakult, az üzemeltetés továbbra is az MGM Resorts kezében maradt. Az üzletet 2020 februárjában zárták le. A következő jelentős változás 2022 áprilisában történt, amikor a Vici Properties felvásárolta az MGM Growthot, majd 2023 januárjában a Blackstone tulajdonrészét is megszerezte. Ezzel a Mandalay Bay teljes egészében a Vici Properties tulajdonába került.

### 2017-es tömeggyilkosság
2017. október 1-jén Stephen Paddock a szálloda 32. emeleti szobájából tüzet nyitott egy szabadtéri zenei fesztivál közönségére, amelyet közvetlenül az üdülőhellyel szemben rendeztek meg. A lövöldözés során 60 ember életét vesztette, és közel 900-an megsérültek, mielőtt Paddock önkezével vetett véget életének, amikor a rendőrök a szobája felé közeledtek. A tragédia az Egyesült Államok történetének máig legerőszakosabb, magányos elkövető által végrehajtott tömeggyilkossága lett.
A Mandalay Bay a támadás után is nyitva maradt, de a következmények gazdasági és társadalmi szinten is érezhetők voltak. Bár a szakértők szerint a bevételekre csak mérsékelt hatással lesz a tragédia, a vendégforgalom visszaesése miatt a 7400 alkalmazott közül több százan elvesztették állásukat. Az MGM ideiglenesen leállította a resort reklámkampányait is, ami további veszteségeket eredményezett. Mindezek után a pénzügyi helyzet lassan stabilizálódott, és 2019-re szinte teljesen helyreállt.
A lövöldözés következtében megerősítették a szálloda biztonsági intézkedéseit, míg az MGM bejelentette, hogy Paddock szobáját soha többé nem adják ki vendégeknek, a 31–34. emeleteket pedig 56–59. emeletekre számozták át. A lövöldözés túlélői és a sértettek hozzátartozói számos pert indítottak az MGM ellen, arra hivatkozva, hogy a hotel nem tett meg elég megelőző lépést a tragédia elkerülésére. Hosszú jogi eljárások után a vállalat végül 800 millió dolláros kártérítési megállapodást kötött az érintettekkel.

## Leírás
A Mandalay Bay komplexum egy hatalmas, közel 49 hektáros területen helyezkedik el. Szívében egy impozáns, közel 14 000 m²-es kaszinó található, amely megnyitásakor 122 asztali játékot és 2400 nyerőgépet kínált a látogatóknak. 2006-ra a kaszinó már Las Vegas egyik legnagyobb sportfogadási központjával büszkélkedhetett, ahol egy 31 képernyőből álló videófal uralta a termet. A játéktér 2013-ban teljesen megújult, új szőnyeget és székeket kapott, a sportfogadási részleget pedig 2018-ban korszerűsítették.
Az üdülőhely hangulata a trópusi Déli-tengerek világát idézi, szökőkutakkal, vízi látványosságokkal és egyéb egzotikus részletekkel mindenütt. A hotel előcsarnokában egy kétszintes akvárium várja a vendégeket, amely mintegy 47 700 liternyi vizet foglal magába. A komplexum egyik legfőbb látványossága azonban a Shark Reef, egy óriási, 4,9 millió literes akvárium, amely 2000. június 20-án nyílt meg. A 40 millió dollárból létrehozott építmény a Strip legnagyobb akváriumaként ismert, főként cápáknak otthont adva.
A szórakozás másik központja a 12 000 férőhelyes Mandalay Bay Events Center, amely 1999. április 10-én nyílt meg. 2021-ben új nevet kapott, és ma Michelob Ultra Arena néven működik, számos híres előadó és sportesemény helyszíneként.
A vállalat 2001-ben kezdte építeni a Mandalay Bay Convention Centert, amely azonban a szeptember 11-i terrortámadások gazdasági következményei miatt átmenetileg leállt.ref>„Convention center opening pushed to January 2003”, Las Vegas Sun, 2001. október 16.. [2022. szeptember 2-i dátummal az eredetiből archiválva] (Hozzáférés: 2022. augusztus 28.) </ref> A központ végül 2003 januárjában nyitott meg, és ma az Egyesült Államok egyik legnagyobb konferenciaközpontjaként működik. A konferenciaturizmus a resort bevételeinek fontos pillére.
A megnyitás idején a Mandalay Bay része volt a Treasures of Mandalay Bay Museum is, amely több mint 40 millió dollár értékű ritka valutát mutatott be – köztük két 100 000 dolláros bankjegyet, amelyből csak néhány maradt fenn a világon.
A komplexum északi szomszédságában található a Luxor és az Excalibur szálloda, amelyeket ugyancsak a Mandalay Resort Group épített. A három üdülőhely együttese kapta meg a „Mandalay Mile” elnevezést – ezt Glenn Schaeffer, a cég akkori elnöke alkotta meg. A három komplexumot a Mandalay Bay Tram köti össze, kényelmes kapcsolatot biztosítva a vendégek számára.

### Hotelek
A Mandalay Bay nemcsak a fő szállodatornyát foglalja magába, hanem két további hotelt is. Az egyik a Four Seasons, amely a fő torony felsőbb emeletein működik, a másik pedig a különálló toronyban elhelyezkedő W Las Vegas, amely korábban THEhotel, majd Delano néven volt ismert.
A Mandalay Bay főtornya 3209 szobával rendelkezik, és Y-alakú alaprajzban épült. Külső megjelenését az aranyszínű tükröződő ablakok és a közöttük futó arany neoncsövek teszik ikonikusan látványossá. Bár hivatalosan 43 emelet magas, a legfelső négy szintet 60–63. emeletként jelölik. A Four Seasons a 35–39. emeleteket foglalja el, a 40–42. szinteken tágas lakosztályok kaptak helyet, a legfelső emeleten pedig a Foundation Room nevű exkluzív klub működik.
A másik hotel, a W Las Vegas, 2003 decemberében nyílt meg eredetileg THEhotel néven. 2014-ben Delano-vá alakították át, majd 2024-ben vált a nemzetközi W Hotels lánc részévé. A W szintén 43 emelet magas, és 1117 szobát kínál, amelyeket önálló szállodaként marketingelnek, elkülönítve a Mandalay Bay főtornyától.
Az évek során a szobák többször is megújultak. Az MGM felvásárlását követően, 2006-ban végeztek először komolyabb felújításokat, majd 2015 és 2016 között egy 100 millió dolláros program keretében modernizálták a szobákat. Legutóbb 2023-ban, a komplexum közelgő 25 éves évfordulójára készülve, újabb felújítási munkálatok zajlottak.

#### Four Seasons
1996 nyarán a Circus Circus Enterprises meglepő és nagyívű bejelentést tett: partnerségre léptek a világhírű Four Seasons Hotels lánccal, amely egy saját luxusszállodát nyit majd a Mandalay Bay-hez kapcsolódva. A projekt 1999. március 2-án valósult meg, amikor a Four Seasons a Mandalay Bay-jel együtt megnyitotta első Las Vegas-i egységét. A vállalat régóta dédelgette azt az álmát, hogy jelen legyen a Stripen, és az új hotel a kor legfelső kategóriás riválisaival, például a Bellagio-val szállt versenybe.
A Four Seasons 424 elegáns szobát kínál, valamint kifejezetten a vendégei számára fenntartott szolgáltatásokat: éttermeket, társalgókat, fürdőt és fitneszklubot, amelyek a komplexum déli szárnyának emeletes épületrészében kaptak helyet. A hotel teljesen játékmentes környezetet biztosít, ugyanakkor a Mandalay Bay kaszinója és egyéb szolgáltatásai természetesen elérhetők a Four Seasons vendégei számára.
A szálloda már nyitása óta kedvező visszajelzéseket kap a látogatóktól, és 1999-től kezdve többször is elnyerte a neves AAA Five Diamond Award díjat. Ez volt az első hotel a Las Vegas-völgyben, amely kiérdemelte ezt az elismerést. 2000-ben újabb mérföldkőhöz ért: elsőként alakított ki állandó kóser konyhát a térségben. A luxus élmény fenntartása érdekében a Four Seasons 2012-ben egy 30 millió dolláros felújításon esett át, majd 2023-ban ismét korszerűsítették a létesítményt.

### Mandalay Place

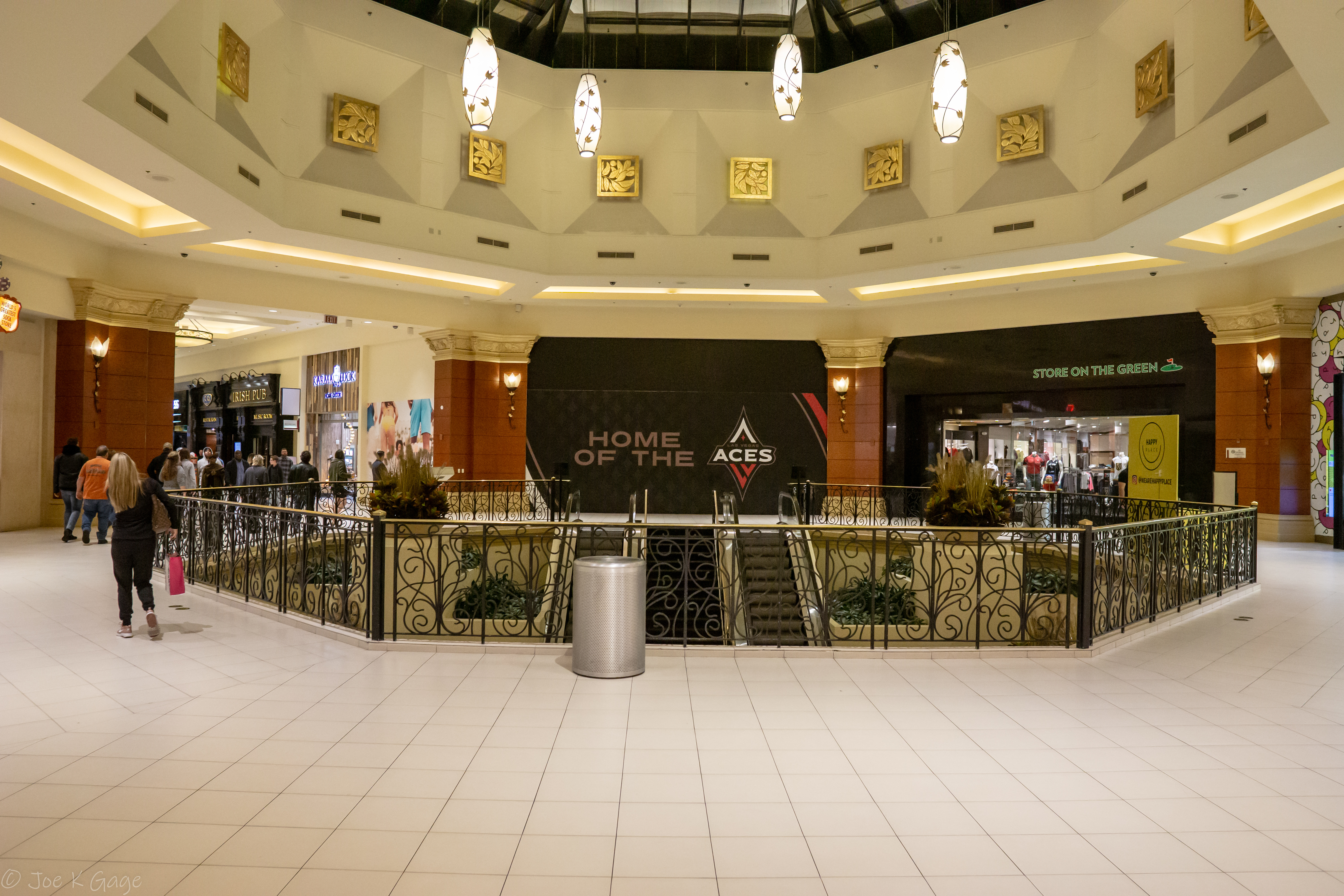
A Mandalay Place 2019-ben

A Mandalay Bay-hez egy saját bevásárlóközpont is tartozik, amelyet The Shoppes at Mandalay Place néven ismernek. A szálloda 1999-es megnyitásakor mindössze 13 üzlet működött, de a tervek már akkor nagyratörőek voltak: egy teljes értékű plázát álmodtak a Mandalay Bay és a Luxor közé. A fejlesztést a Circus Circus Enterprises a Westcor társasággal közösen indította el, és 1999 májusában bejelentették, hogy a híres Nordstrom áruház lesz a pláza egyik fő bérlője. A nyitást 2001-re tűzték ki. A nagyszabású tervek azonban hamar akadályba ütköztek. Még abban az évben a Westcor kiszállt a projektből, mivel nem sikerült újabb kulcsfontosságú bérlőt találni. 2000-ben a Nordstrom is visszalépett, így az építkezést teljes egészében leállították. Végül 2002 májusában a Mandalay Resort Group úgy döntött, hogy újraéleszti a projektet, de jóval szerényebb formában. Az eredetileg óriási, 110 000 m²-es bevásárlóközpontból így egy kompaktabb, 9300 m²-es üzletsor valósult meg, amely ma is a szállodakomplexum szerves részét képezi.
A Mandalay Place végül 2003 októberében nyitotta meg kapuit. Az üzletsor 41 boltból állt, amelyek egy kb. 95 méter hosszú fedett gyaloghíd mentén sorakoztak fel, közvetlen összeköttetést biztosítva a Mandalay Bay és a Luxor között. A pláza különlegessége az volt, hogy több olyan üzletet vonultatott fel, amelyek addig máshol nem voltak megtalálhatók Las Vegasban, így nemcsak a turistákat, hanem a helyieket is megcélozta. Az éttermek sora közt két helyet a neves séf, Rick Moonen vezetett.
A legkülönlegesebb bérlők közé tartozott a Reading Room, egy könyvesbolt, amely az író–olvasó találkozóival és könyvdedikálásaival vált ismertté. Az ötlet Glenn Schaeffer nevéhez fűződött, bár sokan kétkedve fogadták, hogy lehet-e helye egy könyvesboltnak a Strip szívében. Schaeffer azonban így érvelt: „Van ennél kézenfekvőbb hely egy könyvesboltnak, mint egy olyan városrészben, ahová évente majdnem 40 millió látogató érkezik?” A Reading Room végül egészen 2009-ig működött, és addig a Strip egyetlen könyvesboltja volt.
2004-ben egy egészen más hangulatú hely is megnyitotta kapuit: az Ivan Kane’s Forty Deuce, egy speakeasy jellegű bár, amely ’40-es éveket idéző burleszk táncshow-kkal szórakoztatta a közönséget. Ez egészen 2009-ig működött, majd 2014-ben a helyén megnyílt a 1923 Bourbon & Burlesque, ami szivar lounge-ként és bárként üzemelt, a szesztilalom korszakát felidézve. Legnagyobb vonzerejét Holly Madison és saját burleszk társulatának fellépései jelentették. Azonban még ugyanebben az évben Madison szakmai viták miatt elhagyta a projektet, és az helység új nevet kapott: 1923 Prohibition Bar.

### Medencetér
A Mandalay Bay egyik legnagyobb vonzereje a Mandalay Bay Beach, egy közel 4,5 hektáros strand- és medencekomplexum, amelyet 2700 tonna Kaliforniából hozott homokkal töltöttek fel, hogy valódi tengerparti élményt nyújtson a sivatag közepén. Az egyik medencét különlegessé teszi a hullámgép, amely akár kétméteres hullámokat is képes kelteni – ezt eredetileg versenyszörf-bajnokságok rendezésére tervezték. A területhez tartozik még egy sodrófolyó, amely lassan kanyarog a pálmák között, valamint egy állandó koncertszínpad, amely már a megnyitás óta otthont ad nyári buliknak és koncerteknek. Innen indult el az a trend, amely a medenceparti koncerteket Las Vegas ikonikus szórakozási formájává tette.
2003-ban nyílt meg a Moorea Beach Club, egy topless napozórész, amely a tahiti partokhoz közeli Moorea szigetről kapta nevét. A strandterület a helyiek körében is egyre népszerűbb lett, különösen 2004 után, amikor bezárt a város legendás vízi parkja, a Wet ’n Wild. 2013-ban új korszak kezdődött a strand életében: a The Light Group átvett egy több mint 4 600 m²-es részt, és átalakította. Így jött létre a nappali bulik központja, a Daylight Beach Club, valamint az éjszakai szórakozást kínáló Eclipse.

## Műsorok

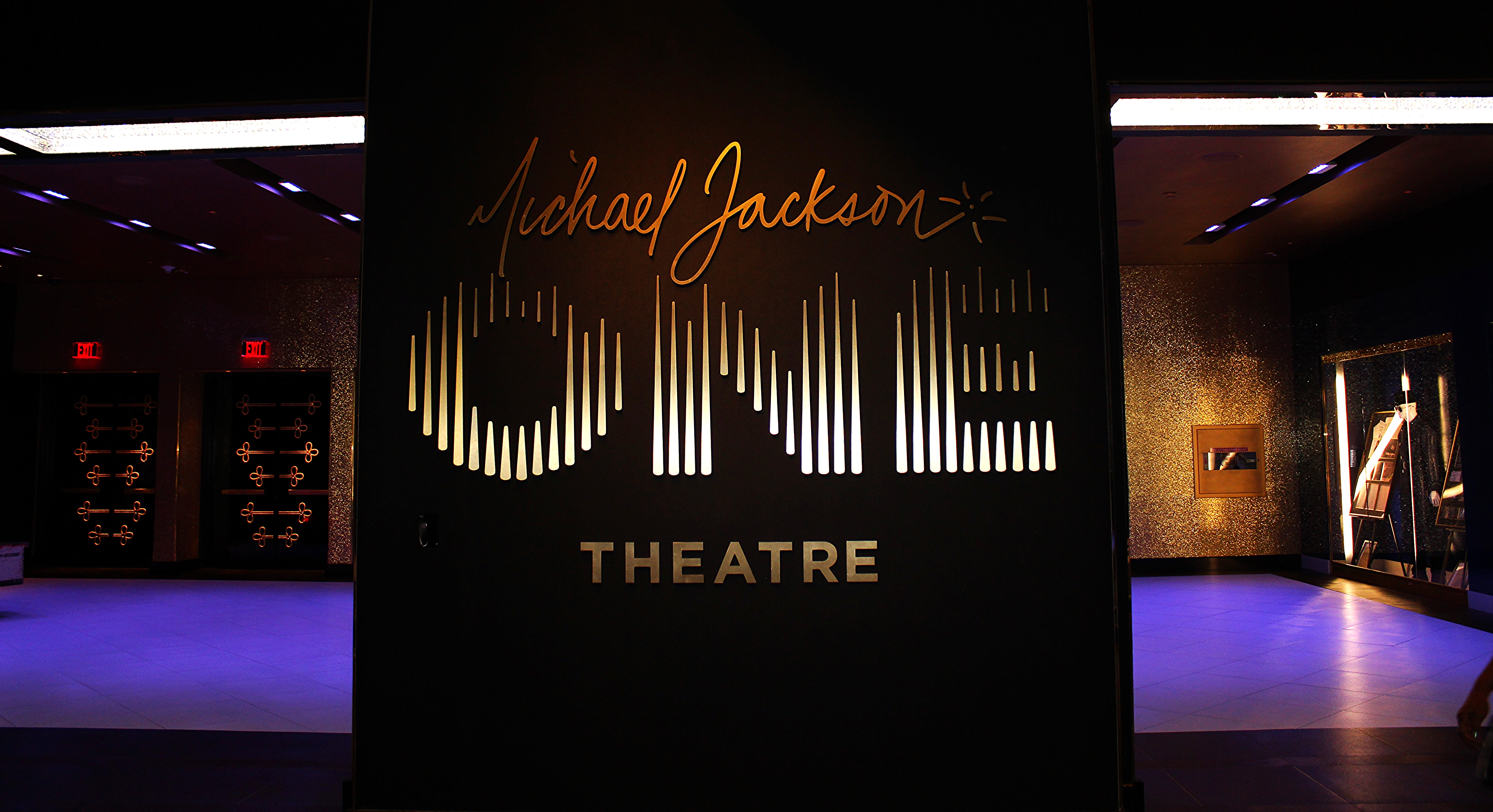
A Michael Jackson: One Theatre

Az üdülőhely egyik büszkesége az 1800 férőhelyes Michael Jackson: One Theatre, amely eredetileg Mandalay Bay Theatre néven nyitott. A 1990-es években a szerencsejáték mellett a szórakoztatás iránti igény is egyre nőtt Las Vegasban, így a Circus Circus Enterprises úgy gondolta, itt az ideje egy egész évadon át tartó, állandó Broadway-előadásnak. Így a Mandalay Bay megnyitóján, 1999-ben debütált a klasszikus Chicago musical, amely egy évig volt műsoron. Ezt követte egy másik, egyedi produkció, a Storm, amely latin zenével, időjárási effektekkel és légtornász művészekkel kápráztatta el a közönséget 2001 áprilisa és 2002 júliusa között.
Mindkét műsornak sajnos kevésbé sikerült széles közönséget megnyernie. Többek között ezen okok miatt Glenn Schaeffer úgy ítélte meg, hogy szükség van egy „erőteljesebb és izgalmasabb” show-ra. Ennek eredményeként 2003 februárjában érkezett a Broadway sikerdarabja, a Mamma Mia!, amely több mint 2300 előadást követően 2009 januárjában ért véget. A helyén 2009 májusától 2011 decemberéig a Disney világhírű produkciója, az Oroszlánkirály szórakoztatta a közönséget.
Ekkor vált világossá a Mandalay Bay vezetői számára, hogy igazán nagy névvel, A-listás produkcióval kell fellépniük, hiszen vendégeik sokszor más helyszínekre utaztak élő szórakozásért. Így született meg az együttműködés a világhírű Cirque du Soleil-lel, aminek eredményeként 2013 májusában megnyílt a Michael Jackson: One – egy olyan látványos zenei show, amely a legendás előadó legtöbb slágerét életre kelti.

## A populáris kultúrában
A Mandalay Bay 1999-ben tűnt fel először a filmvásznon az Ilyen a boksz című alkotásban, amelynek számos jelenetét az üdülőhely különböző pontjain vették fel. A Las Vegas sorozat 2003-as első évadának egy része szintén a Mandalay Bay-ben készült, amely a történetben a fiktív Montecito üdülőhelyet formálja meg. A forgatás során a kaszinó, a lobby és a hullámmedence is kulcsszerepet kapott. Emellett a Modern család című sorozat 2014-es, „Las Vegas” című epizódját is itt vették fel.

## Fordítás
- Ez a szócikk részben vagy egészben  a   Mandalay Bay című angol Wikipédia-szócikk fordításán alapul.  Az eredeti cikk szerkesztőit annak laptörténete sorolja fel. Ez a jelzés csupán a megfogalmazás eredetét és a szerzői jogokat jelzi, nem szolgál a cikkben szereplő információk forrásmegjelöléseként.